# Eliano (rebelde)
Eliano (em latim: Aelianus) foi um líder rebelde romano do século III, ativo durante o reinado dos imperadores Maximiano (r. 285-308; 310) e Diocleciano (r. 283–305). Ele comandou ao lado de Amando os bagaudas da Gália, um contingente de camponeses gauleses insurgentes, que foi derrotado por Maximiano e Caráusio em 286.